# バモー

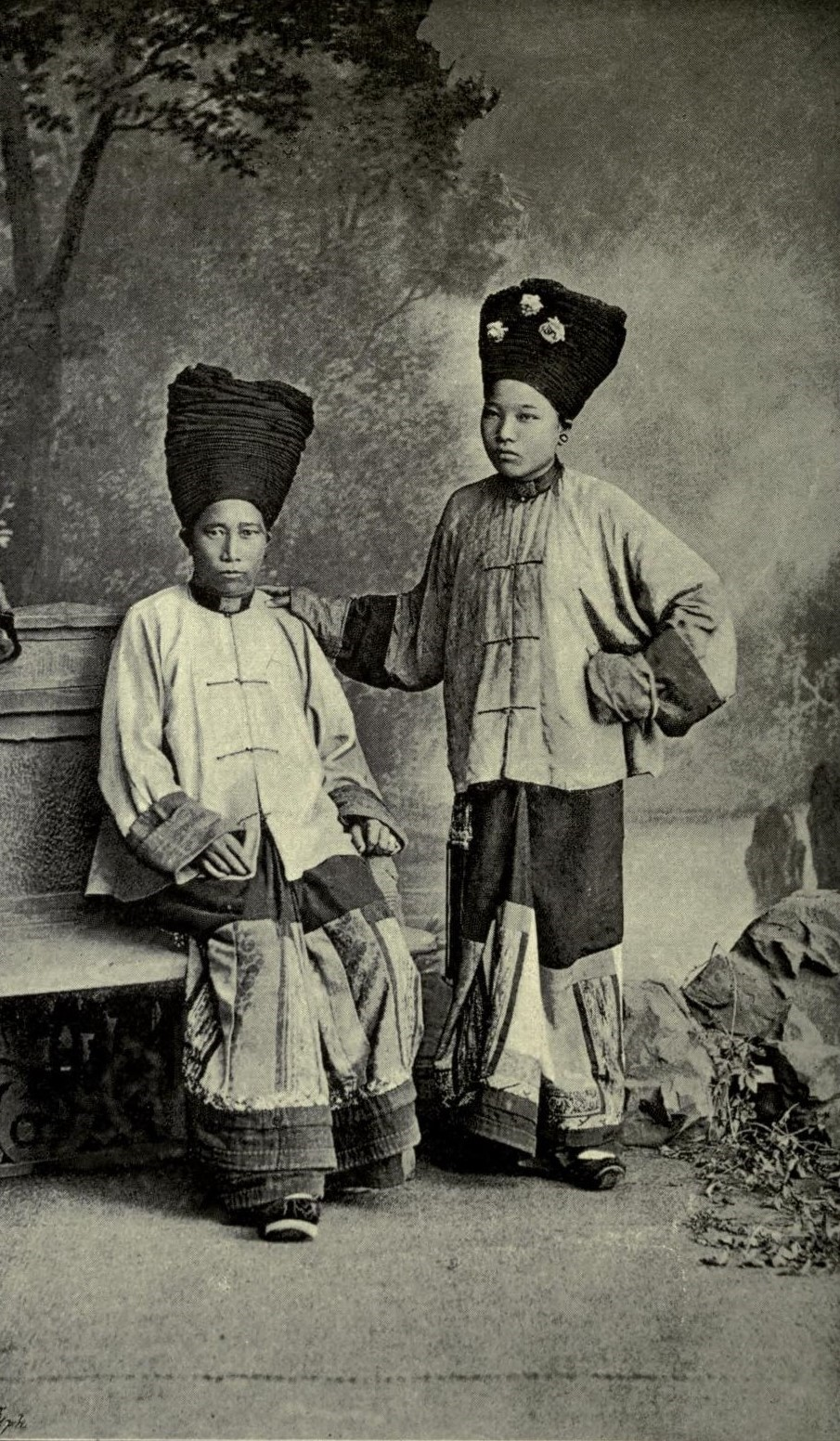
バモーの女性

バモー (Bhamo) は、ミャンマー北部カチン州の都市。